# Frederick Arthur Pauline
Pour les articles homonymes, voir Pauline.
Frederick Arthur Pauline (19 septembre 1861-30 juin 1955) est un homme politique canadien de la Colombie-Britannique. Il est député provincial libéral de Saanich de 1916 à 1924. Il est également Président de l'Assemblée législative de la Colombie-Britannique de 1922 à 1924.

## Biographie
Né à Henley-on-Thames dans l'Oxfordshire en Angleterre, Pauline arrive au Canada en 1883. Il opère une entreprise de vente en produits secs en vrac, ainsi que président de la Chambre de commerce de Victoria de 1907 à 1911.
À la suite de sa défaite en 1922, il est nommé agent-general (en) de la Colombie-Britannique à Londres en 1925.
Le mont Pauline (en) située sur la frontière de la Colombie-Britannique avec l'Alberta est nommé en son honneur.